# Image of the Fendahl
Az Image of the Fendahl a Doctor Who sorozat kilencvennegyedik része, amit 1977. október 29.-e és november 19.-e között vetítettek négy epizódban. Ez volt a sorozatban az egyetlenegy alkalom hogy K9 csak röviden jelenik meg, és nem szólal meg.

## Történet
Az archeológus Fendelman professzor és csapata egy 20 millió éves emberi koponyát talál, ami elvileg nem lenne lehetséges. A koponya éjszaka titokzatos fényben világít, a közelben pedig rejtélyes halálesetek történnek. A koponya megpróbál befolyás alá vonni több tudóst is. Miként próbál az ősi lény megelevenedni és uralomra törni?

## Epizódok listája
| Epizódok sorszáma | Bemutató napja     | Hossza | Nézők száma (millió) |
| ----------------- | ------------------ | ------ | -------------------- |
| 1                 | 1977. október 29.  | 24:38  | 6,7                  |
| 2                 | 1977. november 5.  | 24:44  | 7,55                 |
| 3                 | 1977. november 12. | 24:22  | 7,9                  |
| 4                 | 1977. november 19. | 20:32  | 9,1                  |

## Könyvkiadás
A könyvváltozatát 1979. július 26.-n adta ki a Target könyvkiadó.

## Otthoni kiadás
- VHS-n 1993 márciusában adták ki.
- DVD-n 2009 április 20.-n adták ki.
  - Amerikában pedig, 2009. szeptember 9.-n adták ki.

### Fordítás
- Ez a szócikk részben vagy egészben  az   Image_of_the_Fendahl című angol Wikipédia-szócikk fordításán alapul.  Az eredeti cikk szerkesztőit annak laptörténete sorolja fel. Ez a jelzés csupán a megfogalmazás eredetét és a szerzői jogokat jelzi, nem szolgál a cikkben szereplő információk forrásmegjelöléseként.